# Campinense Clube
El Campinense Clube es un club de fútbol de la ciudad de Campina Grande, estado de Paraíba en Brasil. Fue fundado en 1915 y juega en el Campeonato Paraibano, la primera división del estado de Paraíba.
Los clásicos rivales del Campinense son el Treze Futebol Clube y el Botafogo de João Pessoa, con los cuales se disputa el derecho de ser el equipo más popular dentro del estado de Paraíba.

## Palmarés
- Copa do Nordeste (1):

2013
- Campeonato Paraibano (22):

1960, 1961, 1962, 1963, 1964, 1965, 1967, 1971, 1972, 1973, 1974, 1979, 1980, 1991, 1993, 2004, 2008, 2012, 2015, 2016, 2021, 2022

## Entrenadores
- Freitas Nascimento (2007–marzo de 2009)[6][7]
- Freitas Nascimento (julio de 2009–diciembre de 2009)[7][8][9]
- Suélio Lacerda (junio de 2010–septiembre de 2010)[10][11]
- Carlos Alberto (septiembre de 2010–?)[12]
- Freitas Nascimento (octubre de 2011–octubre de 2012)[13][14]
- Freitas Nascimento (marzo de 2014–septiembre de 2014)[15][16]
- Francisco Diá (septiembre de 2014–junio de 2016)[17][18]
- Paulo Moroni (junio de 2016–agosto de 2016)[19][20]
- Paulo Foiani (octubre de 2016–enero de 2017)[21][22]
- Sérgio China (enero de 2017–marzo de 2017)[23][24]
- Ney da Matta (marzo de 2017–abril de 2017)[25][26]
- Aílton Silva (mayo de 2017–julio de 2017)[27][28][29]
- Celso Teixeira (septiembre de 2017–febrero de 2018)[30][31][32]
- Ruy Scarpino (febrero de 2018–julio de 2018)[33][34]
- Francisco Diá (julio de 2018–mayo de 2019)[35][36]
- Oliveira Canindé (septiembre de 2019–mayo de 2020)[37][38]
- Evandro Guimarães (julio de 2020)[39][40]
- Éderson Araújo (enero de 2021–abril de 2021)[41][42]
- Ranielle Ribeiro (abril de 2021–julio de 2022)[43][44]
- Flávio Araújo (julio de 2022–enero de 2023)[45][46]
- Leston Júnior (enero de 2023–marzo de 2023)[46][47]
  -  Daniel Rocha (interino- enero de 2023)[48]
- Luan Carlos (marzo de 2023–junio de 2023)[49][50]
- Dico Woolley (junio de 2023–julio de 2023)[50][51]
- Francisco Diá (noviembre de 2023–presente)[3]

## Presidentes
- Saulo Miná (?-2010)[52]
- Rômulo Leal (2010)[52]
- William Simões (2010-2018)[53][54][55][56]
- Félix Braz (2018-2019)[56]
- Paulo Gervany (2019-2020)[57][58]
- Maria da Graça Tavares (interina- 2020-2021)[58][59]
- Danylo Maia (2021-2023)[60][61]
- Lênin Correia (2023-presente)[2]